# Liste der Baudenkmale in Steinau (Niedersachsen)
In der Liste der Baudenkmale in Steinau (Niedersachsen) sind alle Baudenkmale der niedersächsischen Gemeinde Steinau (Niedersachsen) im Landkreis Cuxhaven aufgelistet. Die Quelle der Baudenkmale ist der Denkmalatlas Niedersachsen. Der Stand der Liste ist der 29. Dezember 2023.

## Allgemein
In den Spalten befinden sich folgende Informationen:
- Lage: die Adresse des Baudenkmales und die geographischen Koordinaten. Kartenansicht, um Koordinaten zu setzen. In der Kartenansicht sind Baudenkmale ohne Koordinaten mit einem roten Marker dargestellt und können in der Karte gesetzt werden. Baudenkmale ohne Bild sind mit einem blauen Marker gekennzeichnet, Baudenkmale mit Bild mit einem grünen Marker.
- Bezeichnung: Bezeichnung des Baudenkmales
- Beschreibung: die Beschreibung des Baudenkmales. Unter § 3 Abs. 2 NDSchG werden Einzeldenkmale und unter § 3 Abs. 3 NDSchG Gruppen baulicher Anlagen und deren Bestandteile ausgewiesen.
- ID: die Objekt-ID des Baudenkmales
- Bild: ein Bild des Baudenkmales, ggf. zusätzlich mit einem Link zu weiteren Fotos des Baudenkmals im Medienarchiv Wikimedia Commons. Wenn man auf das Kamerasymbol klickt, können Fotos zu Baudenkmalen aus dieser Liste hochgeladen werden:

## Steinau
| Lage                                     | Bezeichnung               | Beschreibung | ID       | Bild           |
| ---------------------------------------- | ------------------------- | --- | -------- | -------------- |
| Lauentheil 53° 40′ 58″ N, 8° 53′ 8″ O    | St. Johannes der Täufer   | Schlichter Fachwerkbau mit Backsteinausfachung, unter ziegelgedecktem Walmdach. Erbaut 1830–35 als Saalkirche. Mit westlich anschließendem, frei stehendem gedrungenden quadratischen Westturm in Form einer verbohlten Holzkonstruktion unter polygonalem Helm mit Schindeldeckung. Errichtet um 1600. Im Inneren durch umlaufende Emporen in drei Schiffe unterteilt, über dem mittleren hölzerne Halbkreistonne, seitlich Flachdecken. Ausstattung mit Kanzelaltar aus der Erbauungszeit 1830–35. | 31352665 | Weitere Bilder |
| Norderende 46 53° 42′ 9″ N, 8° 54′ 15″ O | Wohn-/ Wirtschaftsgebäude | Giebelständiges Zweiständer-Hallenhaus in Fachwerk mit Backsteinausfachung, unter reetgedecktem Satteldach. Errichtet um 1850, Wohngiebel in Backsteinmauerwerk erneuert. | 31352708 |                |
| Norderende 3 53° 41′ 1″ N, 8° 53′ 10″ O  | Gefallenendenkmal         | Granitpfeiler mit Namenstafeln auf abgestuften Postament, bekrönt von einem steinernen Kreuz. Errichtet „vom Kriegerverein zu Steinau im Jahre 1896“ (i) für die Gefallenen des Deutsch-Französischen Kriegs 1870/71, erweitert um die Tafeln mit Namen der Gefallenen des Ersten Weltkriegs um 1920 sowie um vier Quader mit Tafeln der Namen der Gefallenen des Zweiten Weltkriegs um 1950. | 31352687 |                |